# Robert Saaskin
Robert René Saaskin (2. august 1920 i København – 3. maj 1972) var en dansk filminstruktør og manuskriptforfatter, der bl.a. instruerede flere af Far til fire-filmene sammen med Alice O'Fredericks.

## Filmografi (som instruktør)
- Der brænder en ild (1962)
- Far til fire med fuld musik (1961)
- Det skete på Møllegården (1960)
- Far til fire på Bornholm (1959)
- De sjove år (1959)
- Vagabonderne på Bakkegården (1958)
- Far til fire og ulveungerne (1958)
- Far til fire og onkel Sofus (1957)
- Bundfald (1957)
- Frihed forpligter (1951)
- Når der kommer en båd (1949)
- Værelse søges (1948)